# Остров (Хунедоара)
Остров (рум. Ostrov) насеље је у Румунији у округу Хунедоара у општини Рау де Мори. Oпштина се налази на надморској висини од 433 m.

## Становништво
Према подацима из 2002. године у насељу је живело 384 становника, од којих су сви румунске националности.